# روبرت سيبالد
روبرت سيبالد (بالإنجليزية: Robert Sibbald) (1641-1722) كان عالم طبيعة وطبيبًا وأثريًا إسكتلنديًا.

## سيرته الذاتية
درس في إدنبرة، ليدن وباريس. حصل على لقب دكتور في الطب عام 1662 وبدأ ممارسة مهنته في إدنبرة بداية عام 1667.
أسس حديقة نباتية في إدنبرة وشارك في إنشاء الكلية الملكية للأطباء في إدنبرة، والتي أدارها عام 1684.أصبح أستاذا للطب في الجامعة وعملكجغرافي وطبيبا للملك تشارلز الثاني.